# Zbigniew August Miszke
Zbigniew August Miszke (ur. 21 marca 1881 w Bochni, zm. 9 listopada 1944 w Krakowie) – polski urzędnik konsularny.

## Życiorys
Urodził się w rodzinie Sylwerego, naczelnika salin wielickich i Zofii z Głowackich (1832–1901). Brat Kamili (ur. 1866), Maksymiliana (1868–1942), Mieczysława Karola i Kazimierza. Studiował na Wydziale Prawa Uniwersytetu w Grazu (pięć semestrów), w Akademii Handlowej w Wiedniu (jeden rok) oraz w Akademii Eksportowej w Wiedniu (Exportakademie, cztery semestry). Praktykował w Domu Handlowym S. Blanc w Paryżu (1908–1909) oraz w firmie Henryk Lilpop i S-ka w Warszawie (1911). Pełnił funkcję w austro-węgierskiej służbie konsularnej (20 sierpnia 1911 – 20 kwietnia 1917).
W 1918 przeszedł do polskiej służby zagranicznej, w której powierzono mu m.in. funkcje: sekretarza konsulatu w Bernie (12 grudnia 1918 – 1 października 1919), wicekonsula i kierownika konsulatu w Genui (1 października 1919 – 1 stycznia 1921), konsula i kierownika konsulatu w Trieście (1 stycznia 1921 – 1 czerwca 1922), konsula w Kurytybie (1 czerwca 1922 – 15 sierpnia 1928), zastępcy naczelnika w Wydziale Osobowym MSZ (30 października 1928 – 16 lipca 1930), konsula KG w Monachium (16 lipca 1930 – 1 października 1931), radcy ministerialnego w Gabinecie Ministra (1 października 1931 – 8 listopada 1932), pracownika Wydziału Prasowego Departamentu Polityczno-Ekonomicznego MSZ (9 listopada 1932 – 31 stycznia 1933). Z dniem 1 lutego 1933 przeniesiony w stan nieczynny, a z 1 sierpnia 1933 w stan spoczynku.
Był mężem Eugenii z Czyżowskich (ur. 1890).

## Ordery i odznaczenia
- Złoty Krzyż Zasługi (31 lipca 1939)[7]
- Medal Dziesięciolecia Odzyskanej Niepodległości[6]